# Elna Hiort-Lorenzen

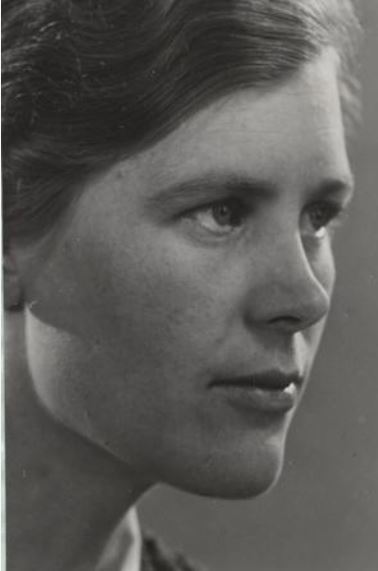
Elna Hiort-Lorenzen, etwa 1923

Elna Christiane Hiort-Lorenzen (* 25. Januar 1902 in Frederiksberg (Enklave in Kopenhagen); † 17. September 1997 in Kopenhagen) war eine dänische Krankenschwester, Gesundheitspflegerin für Familien, Pflegedirektorin und langjähriges Mitglied der Leitung des dänischen Rates der Krankenpflegerinnen.

## Familie und Ausbildung
Elna Hiort-Lorenzen stammte aus einer gesellschaftspolitisch engagierten Beamtenfamilie. Ihr Vater, Peter Hiort-Lorenzen (1860–1920), war seit 1911 Bezirksleiter der Dänischen Staatsbahnen (DSB) in Aarhus und in der südjütländischen Politik aktiv. Er war auch am kulturellen Leben der Stadt sehr interessiert. Ihre Mutter war die Hausfrau Emilie Helene Clara Nissen-Sommersted (1878–1977).
Während des Ersten Weltkriegs fühlte sich Elna Hiort-Lorenzen von der Arbeit der Krankenschwestern angezogen und sie beschloss, selbst Krankenschwester zu werden. Ihre Eltern, die ihr die Erfüllung dieses Traums zwar nicht verwehren wollten, waren jedoch der Meinung, dass es für ein Mädchen wichtiger sei, Hauswirtschaft zu lernen, und so wurde sie in ein Internat nach Helsingør geschickt, wo sie 1921 ihre schulische Ausbildung beendete. Aber sie wurde nie eine Hausfrau.
1921 begann Elna Hiort-Lorenzen als Krankenpflegeschülerin im Staatshospital von Sønderborg, das Dänemark nach der Wiedervereinigung mit Nordschleswig 1920 gerade von den Deutschen übernommen hatte. Für Elna Hiort-Lorenzen wurde die Krankenpflege zu einer Chance, ins Ausland zu gehen. Als sie 1926 ihren Abschluss machte, bekam sie eine Stelle im Finsen-Institut. Dort lernte sie, Hauttuberkulose mit Licht zu behandeln. Während dieser Arbeit erhielt sie das Angebot eines privaten Kinderkrankenhauses in Valparaiso in Chile, und da sie den Mut und die Abenteuerlust hatte, reiste sie noch im selben Jahr mit einem Dreijahresvertrag dorthin. Sie lernte schnell Spanisch und unterrichtete schon bald chilenische Krankenpflegeschülerinnen. Da sie es als ungerecht empfand, dass sie als Lehrerin selbst keinen chilenischen Krankenpflegediplomabschluss hatte, schloss sie ihn 1928 zusammen mit ihren Schülerinnen ab. Während ihres Aufenthalts in Chile erlebte sie unglaubliche Armut. Gleichzeitig kam sie mit mehreren Ärzten in Kontakt, die mit dem Marxismus sympathisierten, was ihr politisches Bewusstsein beeinflusste. Sie engagierte sich in der lokalen Gesundheitsarbeit und war eine Zeit lang Leiterin eines freiwilligen Krankenpflegekorps, das ein umfangreiches Impfprogramm gegen Schwarzpocken durchführte. Dies prägte ihre politische Haltung.

## Einsatz für die Krankenpflege
Als Elna Hiort-Lorenzen 1929 nach Dänemark zurückkehrte, wollte sie weiterhin mit benachteiligten Kindern arbeiten und wurde 1930 als Krankenschwester an der neu eingerichteten Ganzjahresschule der Gemeinde Kopenhagen auf Thorø bei Assens eingestellt. In dieser Zeit wurde sie aktives Mitglied im Dänischen Rat der Krankenpflegerinnen (Dansk Sygeplejeråd, DSR). Nicht, weil sie die Arbeit des Verbandes befürwortete, im Gegenteil, sie hielt ihn für einen „Tantenverband“, der die Krankenpflege als Berufung und nicht als Beruf betrachtete. Da Thorø aber weit vom Zentrum des Geschehens entfernt war, zog sie 1932 nach Kopenhagen um, wo sie eine Stelle im Reichshospital bekam, zunächst als Aushilfe, ab 1939 als fest angestellte Krankenschwester. Hier blieb sie bis 1946. Ab 1932 hatte sie ihren festen Wohnsitz im Landfogedvej im Nordwesten von Kopenhagen. Schon bald nahm die berufliche und politische Arbeit einen Großteil ihrer Zeit in Anspruch. Elna Hiort-Lorenzen wollte den DSR in eine echte Gewerkschaft umwandeln und organisierte 1933 einen Diskussionsclub der Krankenschwestern, den sie zu einer Opposition im DSR entwickeln wollte. Die Hauptforderungen der Opposition waren ein Achtstundentag, tarifliche Löhne, das Recht, außerhalb von Krankenhäusern zu wohnen und das Recht zu heiraten. Mit großem Eifer vertrat sie ihre Positionen auf Versammlungen, in der Tidsskrift for Sygepleje (Zeitschrift für Krankenpflege) und in der Publikation Sygepleje – „Kald“ eller Erhverv (Krankenpflege – „Berufung“ oder Erwerbstätigkeit) von 1934. Von 1934 bis 1935 und erneut ab 1938 saß sie im Repräsentantenrat der DSR und wurde 1939 in den Hauptvorstand und im Jahr darauf in den Exekutivausschuss gewählt. Sie kandidierte mehrmals für die Positionen der Vorsitzenden und der stellvertretenden Vorsitzenden. In der Führungsriege initiierte sie die Einrichtung des Arbeitslosenfonds für Krankenschwestern und engagierte sich für ein gemeinsames Programm zur beruflichen Grundausbildung von Krankenpflegeschülerinnen.

## Ehe
Den Politiker Arne Munch-Petersen lernte sie bereits 1932 in der Kommunistischen Partei Dänemarks (DKP) kennen, in die sie im selben Jahr eingetreten war. Auch ihre Schwester Etty Hiort-Lorenzen war Mitglied dieser Partei. Munch-Petersen war damals Sekretär der DKP, war auf die junge Genossin aufmerksam geworden und holte sie für die Parteiarbeit nach Kopenhagen. Über eine Verlobung mit Arne Munch-Petersen ist nichts bekannt. Am 28. Dezember 1935 heiratete sie ihn im Rathaus von Kopenhagen. Bereits anfangs des Jahres 1936 reiste sie mit ihrem Mann in die Sowjetunion, wo sie an der Internationalen Lenin-Schule bis Mitte des Jahres 1937 studierte. Danach kehrte sie allein nach Dänemark zurück, weil ihr Mann in Moskau weitere Aufgaben wahrnehmen musste. Elna Hiort-Lorenzens Ehe nahm einen tragischen Verlauf. Ihr Mann fiel den brutalen Säuberungen der Stalin-Ära zum Opfer und starb 1940 im berüchtigten Butyrka-Gefängnis an Unterernährung und chronischer Tuberkulose. Elna Hiort-Lorenzen hat davon nichts erfahren und über Jahre die Hoffnung gehabt, ihren Mann wiederzusehen. Sie wurde, auch durch den damaligen Parteivorsitzen der DKP, Aksel Larsen, getäuscht. Dass ihr Mann tot war, wusste sie wegen der ihr vorenthaltenen Informationen, die erst 1989 ans Licht kamen, nicht. Sie erfuhr vom Schicksal ihres Mannes erst 1991, 54 Jahre nach seinem Verschwinden. In der Erwartung, ihren Mann wiederzusehen, stellte sie sich sogar gegen offizielle Versuche, das Schicksal des ehemaligen dänischen Abgeordneten zu klären. Sie hoffte, dass ihr Mann mit besonderen Aufgaben betraut sei und verdeckt arbeite. Sie befürchtete, dass die Klärungsversuche ihren Mann bei den ihm eventuell übertragenen Aufgaben gefährden könnten. Auch als Munch-Petersens Mutter 1949 starb, wollte Elna Hiort-Lorenzen sich wegen der Erbschaftsangelegenheiten nicht auf eine Todeserklärung für ihren Mann einlassen, weil sie weiterhin glaubte, ihr Mann sei noch am Leben. Elna Hiort Lorenzen hat zeitlebens an ihrer Ehe mit Arne Munch-Petersen festgehalten und nie wieder geheiratet.

## Politisches Engagement
Neben ihrer beruflichen Arbeit war Elna Hiort-Lorenzen auch politisch engagiert, nicht nur in der DKP. Kurz nach Hitlers Machtergreifung in Deutschland 1933 gründete sie zusammen mit Martin Andersen Nexø, Børge Houmann und Elias Bredsdorff das Hilfskomitee für die Opfer des Nationalsozialismus, wo sie auch als Geschäftsführerin tätig war. Diese Arbeit führte sie 1935 zu gefährlichen internationalen Kurieraufträgen, bei denen sie mit Informations- und Propagandamaterial nach Deutschland und Polen reiste, um Antifaschisten zu unterstützen und dadurch ihr und deren Leben riskierte. Durch ihre Kuriertätigkeit rettete sie mehrere Menschen vor den nationalsozialistischen Schergen. Im folgenden Jahr 1936 reiste sie das erste Mal nach Spanien, um Informationen für die dänische Spendensammlung für die Opfer des spanischen Bürgerkriegs zusammenzutragen und kehrte danach nach Kopenhagen zurück.
Bei den ersten Berichten über die Bombardements von Francos Luftwaffe auf Städte kurz nach dem Ausbruch des spanischen Bürgerkriegs und dem Tod und der Verstümmelung von Tausenden von Menschen sah sie sich gezwungen zu reagieren. Sie stürzte sich sofort in die Arbeit, um der spanischen Republik zu helfen. Sie war zwar gerade aus Moskau zurückgekommen, nahm aber Urlaub und reiste am 8. Juni 1937 im Auftrag der Kommunistischen Partei Dänemarks erneut nach Spanien, um die Möglichkeit zu erkunden, einen komplett ausgestatteten dänischen Rettungswagen nach Spanien zu schicken. Diese Reise nach Spanien wurde komplizierter und dauerte länger als erwartet.
Elna Hiort-Lorenzen fuhr von Kopenhagen mit dem Zug nach Perpignan und dann nach zahlreichen Komplikationen, als ihr Urlaub inzwischen abgelaufen war, nach Port Bou (Grenzstadt in Spanien). Dort angekommen musste sie ihre Dokumente beglaubigen lassen, wurde im Rathaus aber nicht vorgelassen. Als das Stadtzentrum zur selben Zeit von Francos Luftwaffe bombardiert wurde, fotografierte sie die bombardierten Häuser, weil sie die Bilder für spätere Veröffentlichungen nutzen wollte. Dabei wurde sie festgenommen. Deshalb konnte sie den ihr aus Dänemark mitgegebenen Auftrag nicht erfüllen. Alle ihre Klärungsversuche wurden vom Wachpersonal unterbunden. Als es ihr endlich gelang, Kontakt mit der Kommunistischen Partei Spaniens (PCE) aufzunehmen, intervenierte die Partei. Am 14. November 1937, nach vier Monaten, wurde sie endlich freigelassen. Im Büro der PCE erwiesen sich ihre spanischen Sprachkenntnisse als sehr nützlich, da viele Skandinavier nach Barcelona kamen, entweder im Bürgerkrieg verwundet auf dem Heimweg, oder um im Bürgerkrieg auf der Seite der Republikaner neue Aufgaben zu übernehmen. Kurz vor Weihnachten 1937 kehrte sie in ihre Wohnung in Kopenhagen zurück.

## Der Zweite Weltkrieg und danach
Während der Besatzungszeit beteiligte sich Elna Hiort-Lorenzen unter dem Decknamen Lotte Møller an der Widerstandsbewegung gegen die deutschen Besatzungstruppen und lebte einige Zeit im Untergrund.
Nach dem Krieg engagierte sie sich in der Friedensorganisation Danmarks Demokratiske Kvindeforbund (Demokratischer Frauenbund von Dänemark), die 1948 von politisch links stehenden Frauen gegründet worden war, und nahm im Rahmen ihrer Tätigkeit dort an mehreren internationalen Kongressen teil. In den Jahren 1935, 1945, 1953 und erneut 1957 kandidierte sie für die DKP für das dänische Parlament und verfehlte 1945 in der Provinz Viborg den Einzug nur knapp.
1946 wechselte Elna Hiort-Lorenzen vom Reichshospital in Kopenhagen an das Nykøbing Sjælland Hospital, etwa 100 km nordwestlich von Kopenhagen. Zunächst arbeitete sie als Stationsschwester, am 23. Oktober 1947 wurde sie – in einer neu geschaffenen Position – als Oberschwester angestellt. Bei Kolleginnen und Patienten erfreute sie sich größter Beliebtheit. Noch im selben Jahr wurde sie als Pflegedirektorin in der Krankenhausleitung eingesetzt. Neben ihrer neuen Aufgabe widmete sie nun auch ihre Energie dem Aufbau einer gemeinsamen auf die Berufsausbildung vorbereitenden Schule für die Krankenpflegeschulen in der Region Sjælland. Die Vorbereitungen waren erfolgreich, und 1948 wurde in Holbæk die erste Krankenpflegevorschule Dänemarks gegründet. Im selben Jahr trat sie von der DSR-Führung zurück.
Am 1. Oktober 1962 ging Elna Hiort-Lorenzen schließlich in Rente. Auch im Ruhestand setzte sie ihre aktive Arbeit fort und initiierte 1982 die Nationale Vereinigung der Krankenschwestern im Ruhestand und der Vorruheständler. Nach einem erfüllten Leben starb sie 1997, mit 95 Jahren.

## Zugehörigkeit zu dänischen Organisationen
- Dansk Sygeplejeråd (DSR) (Dänischer Rat der Krankenpflegerinnen)
- Danmarks Demokratiske Kvindeforbund (Demokratischer Frauenbund von Dänemark)
- Danmarks Kommunistiske Parti (DKP) (Dänische Kommunistische Partei)
- Sygeplejerskernes diskussionsklub (Diskussionsclub der Krankenschwestern)
- Arbejdsløshedskasse for Sygeplejersker (Arbeitslosenkasse der Krankenschwestern)
- Landssammenslutningen af pensionerede Sygeplejersker og Efterlønsmodtagere (Nationale Vereinigung der Krankenschwestern und Krankenpfleger im Ruhestand und der Vorruhestandsempfänger)
- Hjælpekomitéen for Nazismens Ofre (Hilfskomitee für die Opfer des Nationalsozialismus)